# Pfarrhaus (Belzheim)

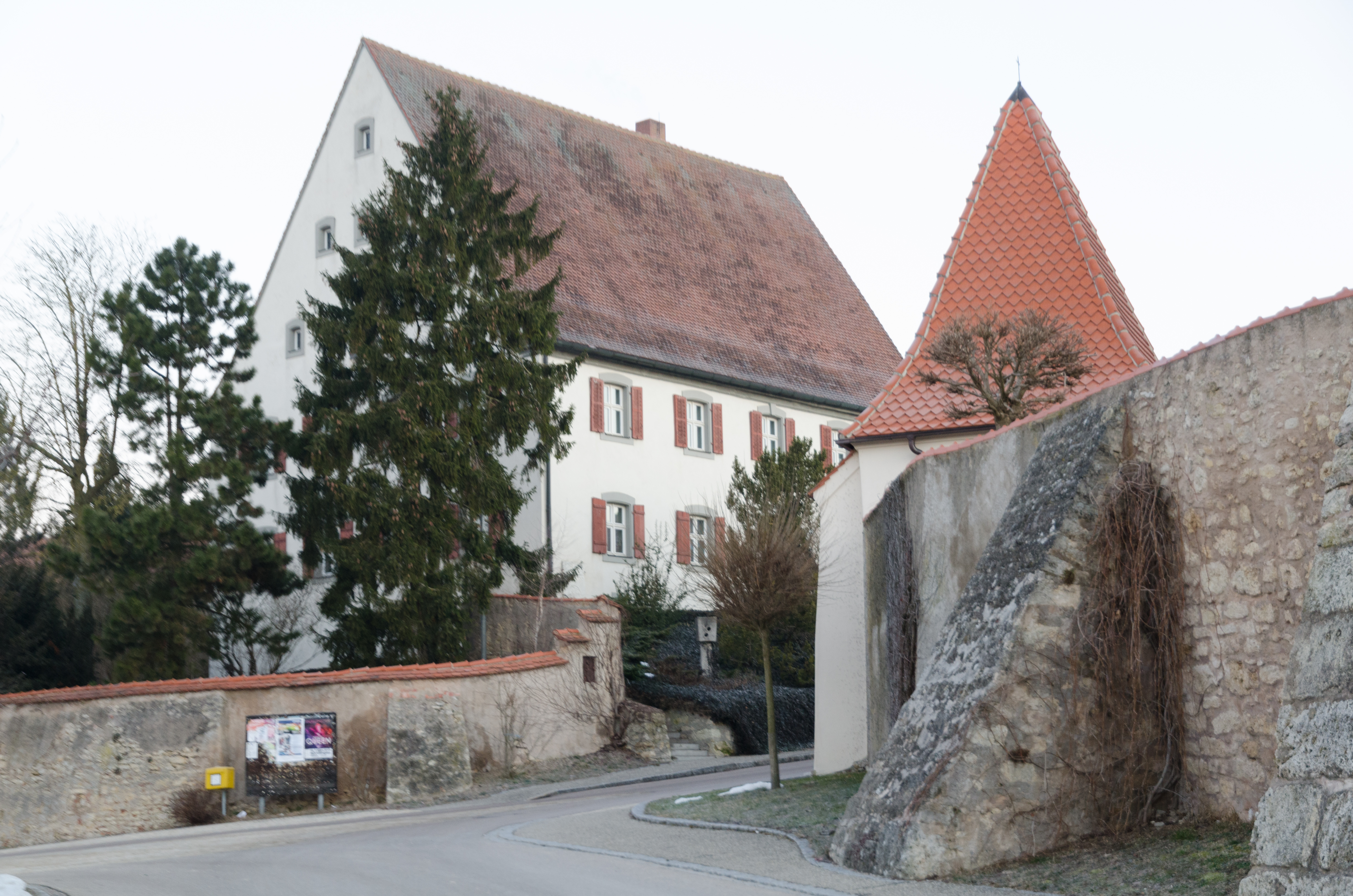
Pfarrhaus in Belzheim

Das Pfarrhaus in Belzheim, einem Gemeindeteil von Ehingen am Ries im Landkreis Donau-Ries im bayerischen Regierungsbezirk Schwaben, wurde 1779 errichtet. Das Gebäude, erhöht gelegen gegenüber der Kirche St. Michael, hat die Haus-Nr. 37.
Das ehemalige Deutschordensschloss, das der Deutschordensballei Franken gehörte, mit fünf zu vier Achsen hat zwei Wohngeschosse und drei Dachgeschosse. Es wird von einem steilen Satteldach gedeckt. Über dem Eingang ist ein Wappen mit der Jahreszahl 1779 zu sehen. Die hohe Umfassungsmauer stammt aus der Erbauungszeit des Gebäudes.